# Zabierzów
Zabierzów [za'bʲɛʒuf] ist ein Dorf im Powiat Krakowski in der Wojewodschaft Kleinpolen, Polen. Zabierzów ist Sitz der gleichnamigen Landgemeinde (gmina wiejska).

## Geographie
Zabierzów liegt etwa 12 Kilometer nordwestlich von Krakau am Fluss Rudawa. Der Teil südlich der Rudawa gehört zum Landschaftspark Tenczyński Park Krajobrazowy.
Im Stadtteil Rząska befindet sich der Kraków Business Park, der über einen eigenen Bahnhaltepunkt verfügt.

## Geschichte
Die erste Erwähnung von Zabierzów stammt aus dem Jahr 1254. Das Dorf wurde 1745 bei einem Brand zerstört und in der zweiten Hälfte des achtzehnten Jahrhunderts wieder aufgebaut entlang der Schlesischen Straße der heutigen Droga krajowa 79.
Zwischen 1954 und 1972 war das Dorf Sitz der Gromada Zabierzów und von 1975 bis 1998 gehörte das Dorf zur Woiwodschaft Krakau.

### Wappen
Das Wappen hat die From eines Schildes auf der linken Seite einen Greif mit goldenen Schnabel und Klauen auf rotem Grund. Die rechte Seite zeigt auf blauen Grund einen Ritter in Rüstung. In seinen Händen hält er ein rotes Schild.

## Sehenswürdigkeiten
- Herrenhaus aus dem neunzehnten Jahrhundert in Aleksandrowice

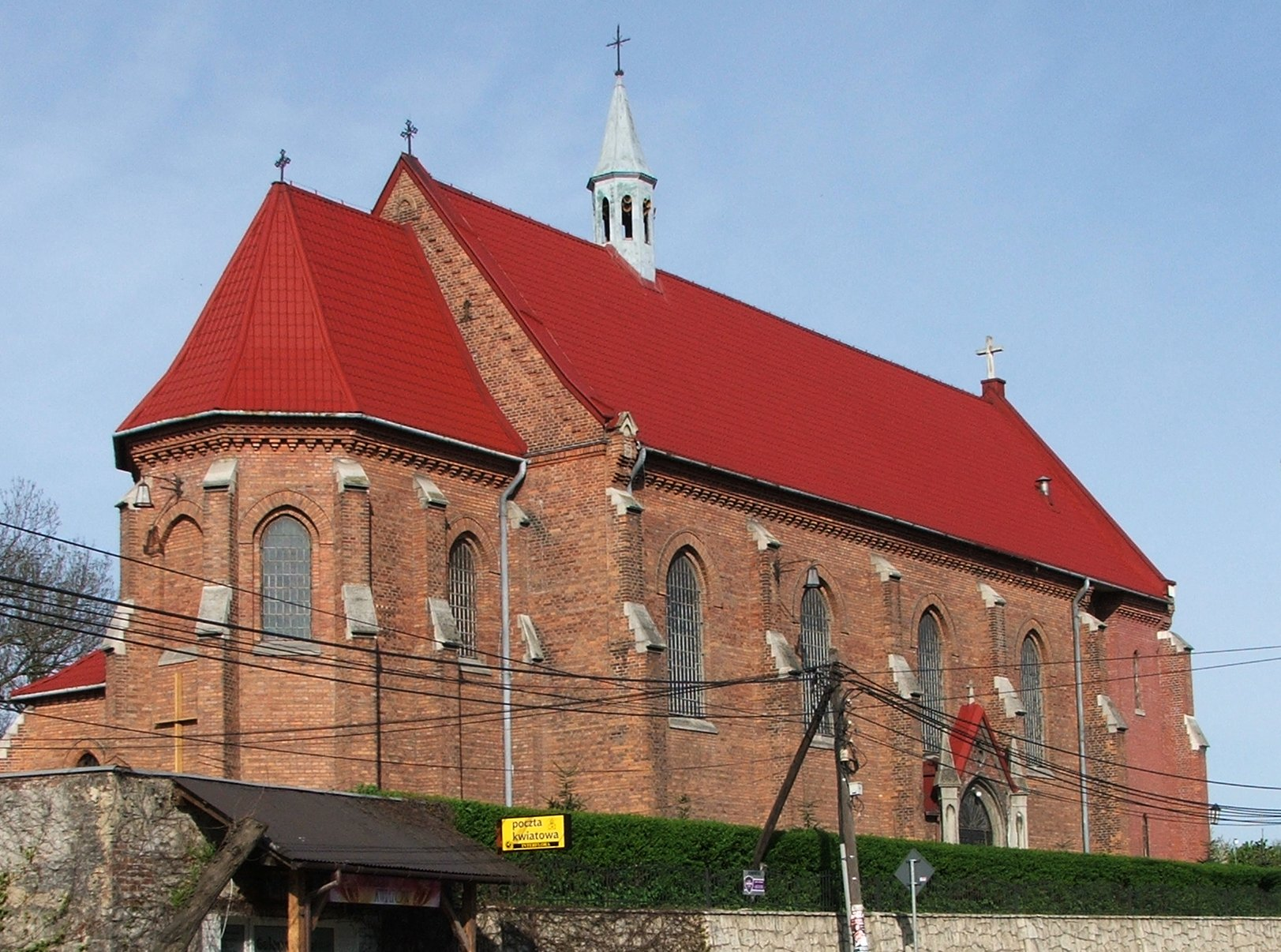
Die Kirche in Zabierzów

- Palast aus dem fünfzehnten Jahrhundert in Balice
- Die Kirche Peter und Paul von 1363 und ein Herrenhaus aus dem achtzehnten Jahrhundert Bolechowice
- Hölzerne Villa aus dem neunzehnten Jahrhundert in Kochanów
- Palast aus dem neunzehnten Jahrhundert in Niegoszowice
- Herrenhaus aus dem neunzehnten Jahrhundert in Więckowice

## Gemeinde
Die Gemeinde hat eine Flächenausdehnung von 99,59 km². 65 % des Gemeindegebiets werden landwirtschaftlich genutzt, 14 % sind mit Wald bedeckt.